# Kabinet-Siim Kallas
Het kabinet van Siim Kallas was van 28 januari 2002 tot 10 april 2003 de regering van Estland. Het verving het tweede kabinet van Mart Laar, dat uiteenviel nadat de Estse Hervormingspartij (Eesti Reformierakond) in december 2001 de coalitie verliet. Kallas, minister van Financiën in Laars kabinet en lid van de Hervormingspartij, werd door president Arnold Rüütel aangewezen om een nieuwe regering samen te stellen. Hij vormde hiervoor een coalitie met de Centrumpartij (Eesti Keskerakond). De twee partijen hadden geen meerderheid in de Riigikogu, het Estische parlement, maar de coalitie werd gesteund door de Volksunie van Estland (Eestimaa Rahvaliit). Laar beloofde zijn opvolger in de eerste honderd dagen van diens regeringsperiode niet te bekritiseren. De regering van Kallas werd eind januari 2002 geïnstalleerd en bleef in functie tot en met de parlementsverkiezingen van 2003.

## Samenstelling
- Premier: Siim Kallas (Reformierakond)
- Minister van Buitenlandse Zaken: Kristiina Ojuland (Reformierakond)
- Minister van Defensie: Sven Mikser (Keskerakond)
- Minister van Justitie: Märt Rask (Reformierakond)
- Minister van Financiën: Harri Õunapuu (Keskerakond)
- Minister van Binnenlandse Zaken:
  - Ain Seppik (Keskerakond) tot 3 februari 2003
  - Toomas Varek (Keskerakond) vanaf 10 februari 2003
- Minister van Regionale Zaken: Toivo Asmer (Reformierakond)
- Minister van Bevolkings- en Etnische Zaken: Eldar Efendijev (Keskerakond)
- Minister van Sociale Zaken: Siiri Oviir (Keskerakond)
- Minister van Onderwijs en Onderzoek: Mailis Rand (Keskerakond)
- Minister van Milieu: Heiki Kranich (Reformierakond)
- Minister van Cultuur:
  - Signe Kivi (Reformierakond) tot 29 augustus 2002
  - Margus Allikmaa (Reformierakond) vanaf 3 september 2002
- Minister van Economische Zaken en Communicatie: Liina Tõnisson (Reformierakond)
- Minister van Landbouw: Jaanus Marrandi (Keskerakond)